# Henry Walter Bates
Henry Walter Bates (Leicester, 8 febbraio 1825 – Londra, 16 febbraio 1892) è stato un biologo, esploratore ed entomologo inglese, il primo a studiare scientificamente il fenomeno del mimetismo nel mondo animale.

## Biografia
Nato a Leicester, conseguì il diploma in Biologia alla locale Università di Leicester nel 1846. Si interessò di animali sin da bambino, raccogliendo insetti (soprattutto farfalle) nella locale foresta di Charnwood. Nel 1843 pubblicò il suo primo articolo dal titolo  Notes on Coleopterous insects frequenting damp places sulla rivista Zoologist.
Conobbe il biologo e leggendario esploratore Alfred Russel Wallace quando questi venne chiamato per il ruolo di insegnante alla Leicester Collegiate School. Nel 1847 i due progettarono una spedizione di esplorazione in Amazzonia le cui spese sarebbero state pagate raccogliendo per vari collezionisti esemplari locali di flora e fauna.
Nell'aprile di quell'anno i due partirono per il Sud America e approdarono a Belém alla fine di maggio. Per il successivo periodo di circa dodici mesi restarono in una villa nei pressi della cittadina a raccogliere esemplari di uccelli e di insetti e successivamente, di comune accordo, si divisero e Bates di diresse verso Bametà, nei pressi del fiume Tocantins, da cui poi si diresse verso Óbidos.